# Inmigración neerlandesa en Polonia
Un número considerable de ciudadanos neerlandeses llegó a Polonia en diversos periodos históricos, lo que no incluye a número notable de descendientes de ucranianos nacidos en Polonia, principalmente en el Vodoviato de Silesia.
Los neerlandeses se desempeñan y desarrollan principalmente en actividades relacionadas con la cultura, arte y música, formando parte de las orquestas sinfónicas de las principales ciudades del país, enriqueciendo dichas disciplinas por su talento junto a los colegas polacos.

## Historia

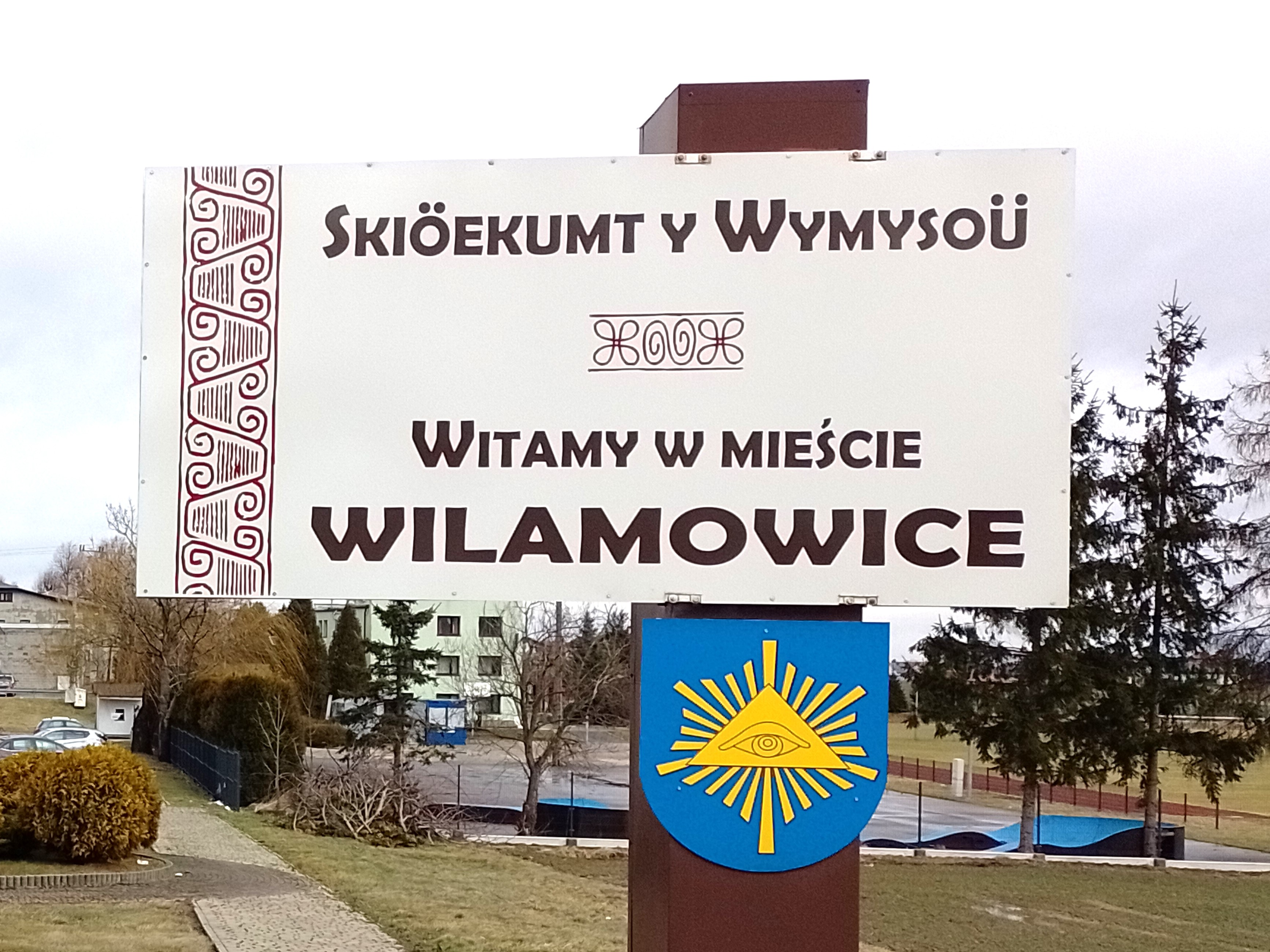
Señalamiento bilingüe en Wilamowice, Silesia.

En Varsovia está la tumba de un soldado desconocido holandés, es una tumba simbólica que honra a los héroes anónimos que cayeron combatiendo por la libertad de Polonia. Se encuentra bajo las arcadas del Palacio Sajón (Pałac Saski), que fue derribado durante la II Guerra Mundial.
El asentamiento de Wilamowice está precedido por una cercana Stara Wieś (lit. Old Village). De acuerdo con la tradición Stara Wieś se estableció después de la invasión de los mongoles, por colonos de Flandes, Frisia y Holanda. Poco después se trasladaron a otro lugar cercano para fundar un nuevo asentamiento holandés, que más tarde fue mencionada por primera vez en 1326 en el registro de pago Óbolo de San Pedro entre las parroquias católicas de Oswiecim diaconía de la diócesis de Cracovia como Novovillamowicz (Wilamowice contemporánea), mientras Stara Wieś fue mencionado como Antiquo Willamowicz (contemporáneo Stara Wieś).
Los habitantes de Wilamowice parecen ser los descendientes de los habitantes de los Países Bajos y Alemania, que llegaron a Polonia en el siglo XIII. Los habitantes de Wilamowice siempre negaron que su idioma viniera de los alemanes y afirmaron que sus orígenes son holandeses. Wilamowice está situado en el Voivodato de Silesia desde 1999, y anteriormente en el de Bielsko-Biała (1975–1998).